# ایونگ انو
ایونگ انو (هلندی: Eyong Enoh؛ زاده ۲۳ مارس ۱۹۸۶) یک بازیکن فوتبال اهل کامرون است.